# Rob Schneiderman
Robert Roland "Rob" Schneiderman (Boston, 21 de junio de 1957) es un pianista de jazz estadounidense que también trabaja como profesor de matemáticas en el Lehman College de la City University de Nueva York, donde se especializa en topología geométrica. 

## Carrera musical
Su carrera profesional de jazz comenzó en San Diego aproximadamente a los 16 años, cuando tocaba el piano para solistas visitantes como Eddie Harris, Sonny Stitt, Harold Land, Charles McPherson y Peter Sprague.  Continuó colaborando intermitentemente con Harris, hasta la muerte de este último en 1996, y con McPherson. En 1982, Schneiderman se mudó a Nueva York, donde actuó y realizó giras con músicos como JJ Johnson, Chet Baker, Art Farmer, Clifford Jordan, James Moody y Zoot Sims. Una beca de actuación del Fondo Nacional de las Artes en 1987 presentó a Schneiderman con George Coleman, Jimmy Heath, Claudio Roditi y Slide Hampton.  La colaboración con Slide Hampton resultó en su álbum debut New Outlook, la primera de diez grabaciones hasta la fecha como líder del sello musical Reservoir.  
Su lanzamiento más reciente, titulado Tone Twister, es una colaboración con Brian Lynch a la trompeta y Ralph Moore al saxofón tenor. El álbum presenta a Gerald L. Cannon al bajo y Pete Van Nostrand a la batería.  Schneiderman también ha actuado como acompañante de Billy Higgins, Rufus Reid, Brian Lynch, Ralph Moore, Peter Washington, Lewis Nash, Akira Tana, Billy Hart, Gary Smulyan y Ben Riley.
Como educador de jazz, ha residido en el Stanford Jazz Workshop.  Anteriormente fue profesor adjunto en los departamentos de jazz de la Universidad William Paterson (con Rufus Reid) y Queens College (con Jimmy Heath). También ha formado parte del cuerpo docente de la Jazzschool de Berkeley, California. 

## Educación y carrera académica
Se graduó con una licenciatura en matemáticas del City College de Nueva York en 1994. Recibió su doctorado. de la Universidad de California, Berkeley en 2001 bajo la supervisión de Robion Kirby.  En 2006, Schneiderman se convirtió en profesor asistente en el Departamento de Matemáticas de Lehman College después de trabajar en la Universidad de California en San Diego, el Instituto Courant de Ciencias Matemáticas, la Universidad de Nueva York y la Universidad de Pensilvania. Desde 2013 es profesor asociado en Lehman College.  También se desempeña como presidente del Departamento de Matemáticas desde 2019. 
También trabaja activamente en la interrelación de la música y las matemáticas.    

## Discografía

### Como líder
| Año  | Título                | Sello                       | CD                                              | Notas |
| ---- | --------------------- | --------------------------- | ----------------------------------------------- | --- |
| 1988 | New Outlook           | Reservoir                   | Reservoir (City Hall), RSR CD 106, 2008         | Compositores: Cole Porter, Bud Powell, Alec Wilder |
| 1990 | Smooth Sailing        | Reservoir                   | Reservoir (City Hall), RSR CD 114, 1994         | Compositores: Richard Rodgers, Lorenz Hart, Ernesto Lecuona, Forman Brown, Gus Kahn, Nacio Herb Brown, Harry Warren, Johnny Mercer                                                                                              |
| 1991 | Radio Waves           | Reservoir                   | Reservoir (City Hall), RSR CD 120, 2008         | Compositores: Lorenz Hart, Richard Rodgers |
| 1992 | Standards             | Reservoir                   | Reservoir (City Hall), RSR CD 126, 1993         | Compositores: Edward Heyman, Victor Young, Cole Porter, Frank Loesser, Edward Eliscu, Billy Rose, Vincent Youmans, Sammy Cahn, Axel Stordahl, Paul Weston, Bart Howard, Lorenz Hart, Richard Rodgers, Leigh Harline, Don Redman |
| 1994 | Dark Blue             | Reservoir                   | Reservoir (City Hall), RSR CD 132, 1994         | Compositores: Ray Noble, Brian Lynch, Henry W. Sanicola, Jr., Sol Parker, Frank Sinatra, Oscar Hammerstein II, Richard Rodgers                                                                                                  |
| 1996 | Keepin' in the Groove | Reservoir                   | Reservoir (City Hall), RSR CD 144, 1994         | Compositores: Clifford Brown, Tadd Dameron, Miles Davis, Duke Ellington, Dizzy Gillespie, Eddie Harris, Irving Mills, Wayne Shorter, Juan Tizol                                                                                 |
| 1998 | Dancing in the Dark   | Reservoir                   |                                                 | Compositores: Jack Baker, Howard Dietz, George Fragos, Dick Gasparre, Arthur Schwartz |
| 2001 | Edgewise              | Reservoir                   |                                                 | Compositores: Gene DePaul, Patricia Johnston, Thelonious Monk, Oscar Pettiford, Cole Porter, Bud Powell, Don Raye |
| 2004 | Back in Town          | Reservoir                   |                                                 | Compositores: Eden Ahbez, Johnny Burke, John Coltrane, Ray Evans, James Van Heusen, Antonio Carlos Jobim, Jay Livingston, Cole Porter, Sonny Rollins                                                                            |
| 2008 | Glass Enclosure       | Reservoir                   |                                                 | Compositores: Bud Powell, Cole Porter, Kay Swift, Paul James, Charlie Parker, Gigi Gryce, Arthur Johnston, Sam Coslow |
| 2017 | Tone Twister          | Hollistic MusicWorks HMW 16 | Holistic Music Works, Digital Album (11 tracks) | Compositores: Irving Gordon |

### Como acompañante
Con Eddie Harris
- 1983: Tale of Two Cities (Night Records)

Con J. J. Johnson
- 1992: Vivian (Concord)

Con Brian Lynch
- 2011: Unsung Heroes Vol. 1 (Hollistic MusicWorks)
- 2013: Unsung Heroes, Vol. 2 (CD Baby)

Con Rufus Reid y Harold Land
- 1989: Corridor to the Limits (Sunnyside)

Con Akira Tana y Rufus Reid
- 1991: Yours and Mine (Concord)
- 1992: Passing Thoughts (Concord)
- 1994: Blue Motion  (Evidence)